# Prima guerra civile liberiana
La prima guerra civile liberiana fu un conflitto interno alla Liberia avvenuto tra il 1989 al 1997. La guerra portò alla morte più di 600 000 persone e vide il coinvolgimento della Comunità economica degli Stati dell'Africa occidentale e dell'ONU. La pace non durò a lungo, dato che nel 1999 scoppiò una seconda guerra civile.
Samuel Doe realizzò un colpo di Stato che lo portò al governo del Paese nel 1980 e a vincere le elezioni presidenziali del 1985, tuttavia viziate da brogli. Dopo un colpo di stato militare sventato, nel dicembre 1989, l'ex ministro liberiano Charles Taylor tornò nel Paese dalla vicina Costa d'Avorio con lo scopo di avviare una rivolta civile e rovesciare il governo Doe.
Durante la guerra civile, alcune formazioni ribelli si formarono attorno a Taylor e al suo ex soldato Prince Johnson. Johnson arrivò nella capitale Monrovia nel 1990 e uccise Samuel Doe.
I negoziati di pace e i coinvolgimenti esteri portarono al cessate il fuoco nel 1995, ma esso fu rotto l'anno successivo, prima della stipulazione del trattato di pace. Le nuove elezioni nazionali si tennero nel luglio 1997 con la vittoria di Charles Taylor.

## Antefatti

### Colpo di Stato di Doe

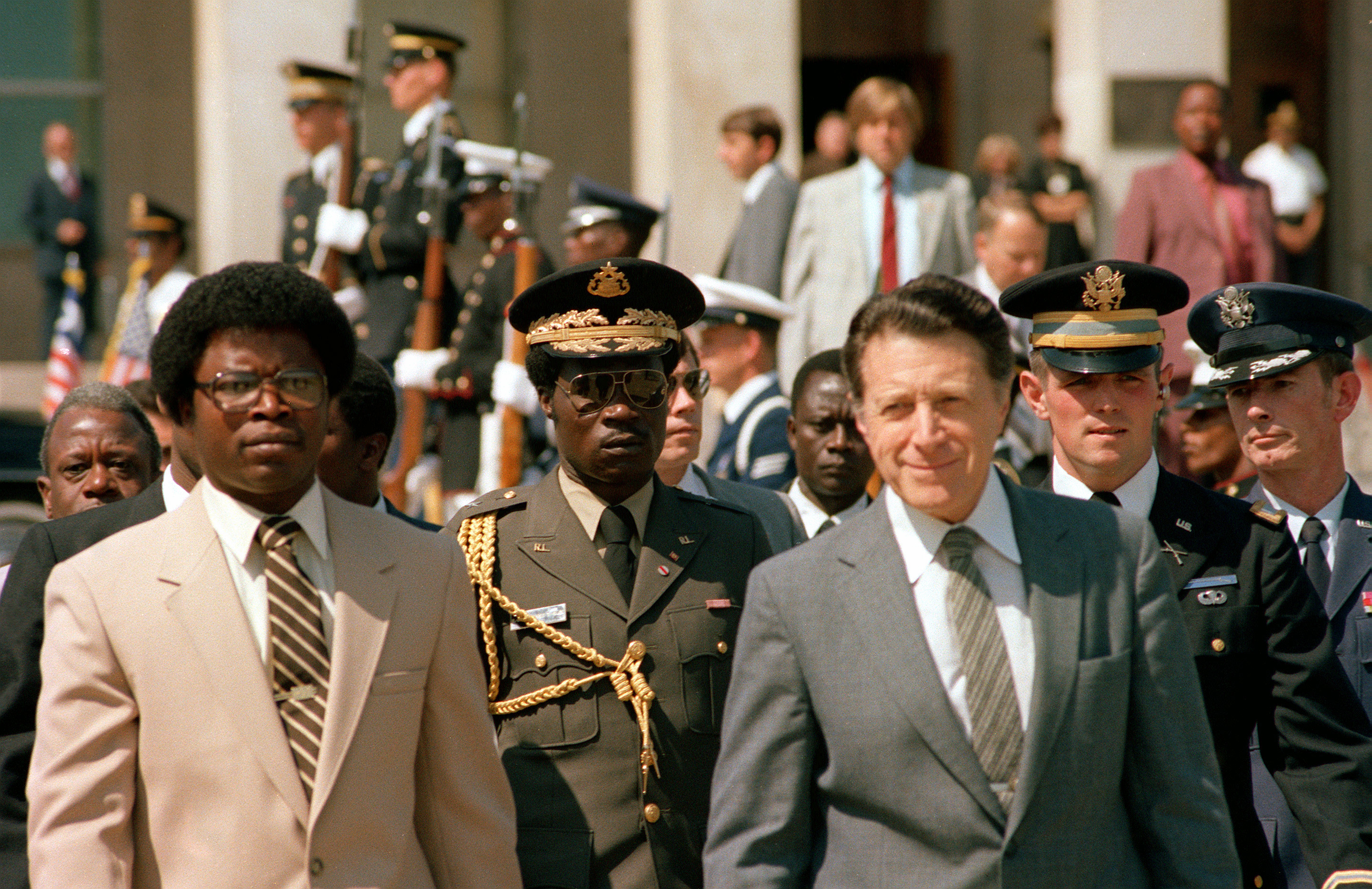
Samuel Doe con l'allora Segretario della Difesa degli Stati Uniti Caspar Weinberger fuori dal Pentagono nel 1982.

Samuel Doe prese il potere con un colpo di Stato nel 1980 contro il presidente William Tolbert, diventando così il primo Presidente liberiano a non avere origini statunitensi. Doe costituì un regime militare chiamato "Consiglio di Redenzione del Popolo" (People's Redemption Council) e raccogliendo il supporto di molte tribù indigene che erano rimaste escluse dal potere sin dalla fondazione dello Stato nel 1847 da parte di schiavi neri americani.
Doe ostacolò sin da subito qualsiasi tentativo di opposizione, ossessionato anche dalla paranoia di subire un controgolpe. Come aveva promesso, Doe indisse nuove elezioni nazionali nel 1985. Le elezioni furono vinte dallo stesso Doe con un margine di poco superiore al 50%, tanto da evitare un eventuale ballottaggio. Tuttavia, alcuni osservatori internazionali considerarono queste elezioni fraudolente.

### Tentativo di golpe di Thomas Quiwonkpa
Nel 1985, Thomas Quiwonkpa, ex Comandante Generale delle Forze Armate della Liberia, il quale fu costretto a lasciare il paese da Doe, tentò di rovesciare il regime dalla vicina Sierra Leone. Il tentativo di colpo di stato fallì e Quiwonkpa fu ucciso e alcune parti del suo corpo vennero mangiate dai suoi assassini. Il suo corpo fu esposto pubblicamente al palazzo esecutivo a Monrovia subito dopo la sua morte.

### Giro di vite sulle tribù Gio e Mano
Dopo il fallito golpe, ci furono numerosi giri di vite nella contea di Nimba, nel nord del Paese, sulle tribù Gio e Mano, dalle quali provenivano la maggior parte dei golpisti. Tutto ciò alimentò tensioni etniche nel Paese, già presenti a causa di favoritismi di Doe nei confronti del suo gruppo etnico, i Krahn.

### Taylor riunisce le forze insurrezionali
Charles Taylor, che aveva lasciato il governo di Doe dopo essere stato accusato di appropriazione indebita, riunì un gruppo di ribelli in Costa d'Avorio (in maggioranza di etnia Gio e Mano) che in seguito divenne noto come il Fronte nazionale patriottico della Liberia. Il gruppo invase la contea di Nimba il 24 dicembre 1989. L'esercito liberiano si vendicò contro l'intera popolazione della regione, attaccando i civili disarmati e bruciando villaggi. Molti si rifugiarono in Guinea e Costa d'Avorio. Prince Johnson, un combattente del Fronte ribelle, lasciò il gruppo per formare la propria forza di guerriglia subito dopo l'attraversamento del confine, formata dalla tribù Gio e chiamata Fronte patriottico nazionale indipendente della Liberia.

## Prima guerra civile liberiana

### Forze d'attacco di Charles Taylor
Charles Taylor organizzò ed addestrò forze indigene settentrionali in Costa d'Avorio. Durante il regime di Doe Taylor fu membro dell'Agenzia Generale Servizi del governo liberiano, agendo come direttore de facto. Fuggì negli Stati Uniti nel 1983 durante un periodo turbolento per il Paese. Doe chiese l'estradizione di Taylor per appropriazione indebita di 900 000 dollari di fondi governativi liberiani. Taylor fu quindi arrestato negli Stati Uniti e dopo sedici mesi scappò da una prigione del Massachusetts, in circostanze ancora poco chiare.

### Tribù Krahn contro Gio e Mano
Le forze ribelli trovarono inizialmente il sostegno della contea di Nimba, sulla quale maggiormente si era abbattuta l'ira di Doe dopo il fallito golpe. Quando le forze di Taylor rientrarono in Liberia, il giorno della vigilia di Natale, migliaia di Gio e Mano si unirono a loro. Queste due tribù formarono il nucleo principale delle forze ribelli ma anche tribù liberiane aderirono all'insurrezione. Doe rispose inviando due battaglioni dell'esercito a Nimba tra il dicembre 1989 e il gennaio 1990 guidati dall'allora colonnello Hezekiah Bowen.
L'esercito agì in modo brutale facendo terra bruciata, e questo costrinse l'allontanamento forzato della popolazione locale. Tutto ciò provocò uno scontro etnico fra i Krahn, che simpatizzavano per il governo Doe e i Mano e i Gio.
Nel maggio 1990, l'esercito liberiano fu costretto a ritirarsi a Gbarnga, ancora sotto il controllo delle forze di Bowen, ma in seguito anche la città fu assediata dai ribelli il 28 maggio. Nel giugno 1990, Monrovia fu assediata dalle forze ribelli. Nel luglio 1990, Prince Johnson si divise dal gruppo ribelle di Taylor formando il Fronte Indipendente. Le due forze ribelli continuarono ad assediare la capitale, difesa dall'esercito. In agosto, Johnson conquistò molte parti della capitale favorendo l'evacuazione di cittadini stranieri e diplomatici grazie alla Marina statunitense.

### Intervento dell'ECOWAS
Nell'agosto 1990, i 16 membri dell'Comunità economica degli Stati dell'Africa occidentale (ECOWAS) organizzarono una forza militare sotto l'egida della Nigeria. La missione incluse anche militari provenienti da paesi non ECOWAS come Uganda e Tanzania. Gli obiettivi delle forze dell'ECOWAS furono imporre il cessate il fuoco, dare alla Liberia un governo ad interim fino all'indizione di nuove elezioni, evitare la morte di numerosi innocenti e l'evacuazione dal Paese di cittadini stranieri.
L'ECOWAS si prefisse anche l'obiettivo di evitare che la guerra sfociasse negli altri Stati confinanti che con la Liberia condividono una complessa storia etnico-linguistica. L'ECOWAS tentò di convincere Doe a dimettersi e lasciare il Paese ma il dittatore rifiutò i negoziati nonostante la sua svantaggiosa posizione.

### Cattura e uccisione di Samuel Doe
Il 9 settembre 1990, visitò la sede dell'ECOMOG al Porto di Monrovia. Le circostanze e le motivazioni che spinsero Doe a questa visita sono poco chiare. Doe fu messo sotto pressione per accettare l'esilio dalla Liberia. Dopo l'arrivo di Doe al quartier generale ECOMOG, alcune forze ribelli guidate da Johnson attaccarono la sede. Doe fu catturato e portato alla base Caldwell delle forze ribelli di Johnson. Doe fu brutalmente torturato e smembrato. Le torture e l'uccisione furono filmate dai suoi rapitori.
Le forze ribelli di Johnson e Taylor continuarono ad assediare la città nei mesi successivi. A causa dei numerosi spargimenti di sangue, l'ECOWAS costituì un gruppo di monitoraggio, l'ECOMOG, per ristabilire l'ordine. Questa forza militare comprendeva 4 000 uomini da Nigeria, Ghana, Sierra Leone, Gambia e Guinea.

### Tentativi di pacificazione
Si tennero numerose conferenze di pacificazione in varie capitali dell'Africa occidentale. Ci ebbero incontri a Bamako nel novembre 1990, Lome nel gennaio 1991, e Yamoussoukro tra il giugno e l'ottobre 1991. Ma le prime sette conferenze di pace, comprese Yamoussoukro I-IV non ebbero buon esito. Nel novembre 1990, l'ECOWAS invitò i principali interlocutori liberiani ad incontrarsi a Banjul, in Gambia per formare un governo di unità nazionale. La soluzione negoziata istituì un governo provvisorio di unità nazionale, guidato dal Amos Sawyer, leader della LPP. Il vescovo Ronald Diggs del Consiglio liberiano delle chiese diventò vicepresidente. Tuttavia, il Fronte del Taylor rifiutò di partecipare alla conferenza. In pochi giorni, le ostilità ripresero. ECOMOG fu rafforzata per proteggere il governo ad interim. Sawyer fu in grado di far valere la sua autorità su gran parte di Monrovia, ma il resto della Liberia era nelle mani delle varie fazioni dei ribelli o di bande locali.

### ULIMO
L'ULIMO, il Movimento Unito di Liberazione della Liberia per la Democrazia, fu formato nel giugno 1991 dai seguaci del presidente Doe e le forze armate liberiane che avevano trovato rifugio in Guinea e Sierra Leone. Esso fu guidato da Raleigh Seekie, viceministro delle Finanze di Doe.
Dopo aver combattuto a fianco dell'esercito sierraleonese contro il Fronte Rivoluzionario Unito, l'ULIMO entrò nella parte occidentale della Liberia nel settembre 1991. Il gruppo riuscì a strappare alcune zone del Paese al gruppo ribelle, soprattutto giacimenti di diamanti nella contea di Lofa e quella di Bomi.
Fin dall'inizio, l'ULIMO presentò divisioni interne e il gruppo fu presto diviso in due milizie separate nel 1994: ULIMO-J, una fazione Krahn guidata dal generale Roosevelt Johnson e ULIMO-K, una fazione Mandingo guidata da Alhaji G.V. Kromah.
Il gruppo fu accusato di gravi violazioni dei diritti umani, sia prima che dopo la sua divisione.

### Attacco su Monrovia
La pace era ancora lontana fintanto che Taylor e Johnson mantennero il potere. L'ECOMOG impose un governo provvisorio di unità nazionale con Amos Sawyer come presidente, con l'ampio sostegno di Johnson. Taylor lanciò un assalto a Monrovia il 15 ottobre del 1992, denominata "Operazione Octopus". L'assedio durò due mesi.
Entro la fine di dicembre, l'ECOMOG respinse il Fronte di Taylor fino alla periferia di Monrovia.

### UNOMIL
Nel 1993, l'ECOWAS mediò un accordo di pace a Cotonou, in Benin. A seguito di ciò, il 22 settembre del 1993, il Consiglio di Sicurezza delle nazioni Unite istituì la Missione degli osservatori delle Nazioni Unite in Liberia, per sostenere l'ECOMOG in attuazione dell'accordo di pace di Cotonou. L'UNOMIL all'inizio del 1994 distribuì 368 osservatori militari e personale civile per monitorare l'attuazione dell'Accordo di Cotonou prima delle elezioni originariamente previste per febbraio/marzo 1994.
Nuove ostilità armate scoppiarono a maggio 1994 e continuarono, diventando particolarmente intense a luglio ed agosto. I membri dell'ECOMOG, e poi dell'UNIMOL, furono catturati e tenuti in ostaggio da alcune fazioni. Entro la metà del 1994, la situazione umanitaria si rese disastrosa, con 1,8 milioni di liberiani bisognosi di assistenza umanitaria. Le condizioni continuarono a peggiorare, ma le agenzie umanitarie non sono riuscirono a raggiungere molti a causa di ostilità e dell'insicurezza generale.
I capi di fazione concordarono nel settembre 1994 l'accordo di Akosombo, un supplemento dell'accordo di Cotonou, dal nome della città ghanese dove fu firmato. La situazione della sicurezza in Liberia rimase critica. Nell'ottobre 1994, a causa dei pochi finanziamenti dell'ECOMOG e della mancanza di volontà da parte dei combattenti liberiani di onorare gli accordi per porre fine alla guerra, il Consiglio di Sicurezza delle Nazioni Unite ridusse a circa 90 il numero di osservatori UNOMIL. Il mandato UNOMIL fu esteso e successivamente prorogato più volte fino al settembre 1997.
Nel dicembre 1994, le fazioni e le altre parti firmarono l'accordo di Accra, un supplemento all'accordo di Akosombo. Ne seguirono altri disaccordi e la lotta continuò.

### Cessate il fuoco
Nell'agosto 1995, le principali fazioni siglarono un accordo in gran parte mediato dal presidente del Ghana Jerry Rawlings. Nel corso di una conferenza promossa dall'ECOWAS, le Nazioni Unite, gli Stati Uniti, l'Unione europea e l'Organizzazione dell'unità africana, Charles Taylor accettò il cessate il fuoco e un calendario per smobilitare e disarmare le sue truppe.
All'inizio del settembre 1995, tre principali signori di guerra della Liberia - Taylor, George Boley e Alhaji Kromah - fecero un ingresso trionfale a Monrovia. Un consiglio di sei membri guidato dal civile Wilton G. S. Sankawulo e i tre capi fazione Charles Taylor, Alhaji Kromah e George Boley, presero il controllo del paese in preparazione alle elezioni, originariamente previste per il 1996.

### Combattimenti a Monrovia
Pesanti combattimenti scoppiarono di nuovo nell'aprile 1996. Ciò portò all'evacuazione della maggior parte delle organizzazioni non governative internazionali e alla distruzione di gran parte di Monrovia.
Nell'agosto 1996, questi combattimenti ebbero fine grazie all'accordo di Abuja. A ciò seguì il disarmo e la demobilitazione nel 1997 e le elezioni nel luglio dello stesso anno. Il 3 settembre 1996, Sankawulo fu sostituito da Ruth Perry come presidente del Consiglio, costei rimase in carica fino al 2 agosto 1997.

### Elezioni del 1997
Nel 1997 si tennero le elezioni per l'elezione del presidente e dell'assemblea nazionale. Le elezioni si svolsero in un clima poco favorevole per la libera circolazione e la sicurezza delle persone. Taylor, con il suo Partito Nazionale Patriottico, vinse ampiamente le elezioni contro altri 12 candidati, ottenendo il 75% delle preferenze. Il 2 agosto 1997 ci fu lo scambio di consegne tra Ruth Perry e il nuovo presidente Charles Taylor.

## Conseguenze
Nel 1997, il popolo liberiano elesse Taylor con la speranza che questi potesse porre fine ai sanguinosi eventi. Gli scontri nel Paese diminuirono considerevolmente ma non cessarono del tutto. Taylor fu accusato di favorire la guerriglia nei Paesi vicini e di impossessarsi di diamanti per poter acquistare armi per gli eserciti ribelli e oggetti di lusso per se stesso.
Dopo la vittoria di Taylor, la situazione liberiana si calmò e molti rifugiati tornarono nel Paese. Alcuni capi militari furono costretti a lasciare il Paese e alcuni membri dell'ULIMO formarono il LURD, l'Unità dei Liberiani per la Riconciliazione e la Democrazia. Il LURD diede inizio ai combattimenti nella contea di Lofa con l'obiettivo di destabilizzare il governo e ottenere il controllo dei giacimenti di diamanti. Tutto ciò portò alla seconda guerra civile liberiana.

### Impatto
La prima guerra civile liberiana fu tra le guerre più sanguinose nella storia dell'Africa, provocando la morte di 200 000 liberiani e l'allestimento nei Paesi vicini di campi profughi, come quello di Buduburam in Ghana. I campi profughi ospitarono almeno un milione di persone. Tra i campi profughi, in Ghana, fu realizzato Interi villaggi furono svuotati dalla fuga di persone e i bambini soldato commisero atrocità, stupri e assassini di persone di ogni età. Ci furono anche massacri di civili, abuso di droghe pesanti tra i soldati e avvennero anche episodi di cannibalismo.
La guerra distrusse gran parte delle infrastrutture e dei settori vitali per l'economia del Paese. Le battaglie portarono anche ad una difficile situazione nei Paesi vicini e in tutta l'Africa occidentale.

## Seconda guerra civile
La seconda guerra civile liberiana cominciò nel 1999 e si concluse ad ottobre 2003, quando l'ECOWAS intervenne per fermare l'assedio dei ribelli a Monrovia ed esiliò Charles Taylor in Nigeria fin quando non fu arrestato nel 2006 e processato alla corte penale internazionale dell'Aia. Con la conclusione della guerra, ci furono più di 250 000 persone assassinate e quasi 1 milione di sfollati.
La nuova presidente eletta Ellen Johnson Sirleaf, che inizialmente era stata una forte sostenitrice di Charles Taylor, entrò in carica nel gennaio 2006 e il governo nazionale di transizione della Liberia cessò di esistere.